# Championnats d'Europe de triathlon 2013
Navigation
Édition précédente Édition suivante
Les championnats d'Europe de triathlon 2013 sont la vingt-neuvième édition des championnats d'Europe de triathlon, une compétition internationale de triathlon sous l'égide de la fédération européenne de ce sport. L'épreuve est constituée de 1 500 mètres de natation, 40 kilomètres de vélo puis 10 kilomètres de course à pied.
Cette édition se tient dans la ville turque d'Alanya et elle est remportée par le russe Ivan Vasiliev chez les hommes et par la néerlandaise Rachel Klamer chez les femmes.

## Palmarès

### Hommes
| Rang               | Triathlète         | Temps           |
| ------------------ | ------------------ | --------------- |
| Médaille d'or      | Ivan Vasiliev      | 1 h 42 min 9 s  |
| Médaille d'argent  | Alessandro Fabian  | 1 h 42 min 16 s |
| Médaille de bronze | Mario Mola         | 1 h 42 min 22 s |
| 4                  | Maximilian Schwetz | 1 h 42 min 42 s |
| 5                  | Vincent Luis       | 1 h 42 min 48 s |
| 6                  | Pierre Le Corre    | 1 h 42 min 57 s |
| 7                  | Dmitry Polyanskiy  | 1 h 43 min 29 s |
| 8                  | João Pereira       | 1 h 43 min 31 s |
| 9                  | Danylo Sapunov     | 1 h 43 min 43 s |
| 10                 | Davide Uccellari   | 1 h 43 min 50 s |

### Femmes
| Rang               | Triathlète            | Temps           |
| ------------------ | --------------------- | --------------- |
| Médaille d'or      | Rachel Klamer         | 1 h 55 min 43 s |
| Médaille d'argent  | Vicky Holland         | 1 h 55 min 45 s |
| Médaille de bronze | Vendula Frintová      | 1 h 55 min 53 s |
| 4                  | Annamaria Mazzetti    | 1 h 56 min 3 s  |
| 5                  | Oleksandra Stepanenko | 1 h 56 min 15 s |
| 6                  | Anja Knapp            | 1 h 56 min 39 s |
| 7                  | Margit Vanek          | 1 h 56 min 42 s |
| 8                  | Katrien Verstuyft     | 1 h 56 min 55 s |
| 9                  | Alice Betto           | 1 h 57 min 7 s  |
| 10                 | Rebecca Robisch       | 1 h 57 min 9 s  |

### Relais Mixte
| Rang               | Équipe                                                                             | Temps           |
| ------------------ | ---------------------------------------------------------------------------------- | --------------- |
| Médaille d'or      | Allemagne                                                                          | 1 h 32 min 05 s |
| Médaille d'or      | - Anja Knapp - Jonathan Zipf - Rebecca Robisch - Sebastian Rank                    | 1 h 32 min 05 s |
| Médaille d'argent  | Russie                                                                             | 1 h 32 min 25 s |
| Médaille d'argent  | - Irina Abysova - Dmitry Polyanskiy - Alexandra Razarenova - Alexander Bryukhankov | 1 h 32 min 25 s |
| Médaille de bronze | Italie                                                                             | 1 h 32 min 29 s |
| Médaille de bronze | - Alice Betto - Alessandro Fabian - Annamaria Mazzetti - Davide Uccellari          | 1 h 32 min 29 s |